# Acacia Uceta
Acacia Uceta Malo (Madrid, 28 de mayo de 1925-10 de diciembre de 2002) fue una poetisa española comprometida socialmente con su tiempo. Niña en el Madrid sitiado durante la Guerra Civil denuncia el sufrimiento de la población civil. Declarada pacifista abrió numerosos caminos antes cerrados para las mujeres por lo que se la considera una feminista de acción. También alzó su voz a favor de los perseguidos del tardofascismo. Sus primeros libros tienen una fuerte carga autobiográfica y una poética existencialista. Sus libros siguiente interrogan al mundo que le rodea con un vitalismo destacado. Se trata de un largo viaje desde la perspectiva interior hacia el exterior, hacia los demás, hasta fundirse con lo universal en su libro de poesía mística Árbol de agua. En su poética se funde la belleza formal y la profundidad del pensamiento.
Trayectoria
Nacida en el seno de una familia que hizo de la cultura y el arte su razón de ser, recibe una cuidada educación por sus padres que intentan paliar la adversidad educativa de la Guerra y la pobreza de los años más duros de la posguerra.  Su madre, Acacia Malo Peñalver, había estudiado la carrera de Comercio y enseñaba francés; su padre, Rafael Uceta Sanz, era  dibujante, pintor y decorador. Pasó la Guerra Civil en Madrid y los bombardeos, el dolor, el hambre y el sufrimiento fueron tema recurrente de su poesía. Estudió dibujo en la Escuela Central de Artes y Oficios, realizó el Bachillerato por turno libre e ingresó en la Escuela de Bellas Artes de San Fernando.
Comenzó a escribir poesía en 1945. El 12 de mayo de 1950, en la tertulia Versos a medianoche que se celebraba en el Café Varela de Madrid, la escritora realizó su primera lectura poética. Participó en otras tertulias Versos con faldas y Adelfos entre otras, junto a otras poetas como Gloria Fuertes, Adelaida Las Santas y María Dolores de Pablos entre otras. Alejada de la poesía oficial comienza a publicar sus poemas en revistas de amplia difusión: Poesía Española, Rocamador, Álamo.
En 1961 público su primer libro El corro de las horas y en 1967 fue pensionada por la Fundación Juan March para la redacción de su tercer poemario Detrás de cada noche. Frente a un muro de cal abrasadora fue elegido libro del año por el diario ABC en 196 y su obra adquiere una dimensión nacional.7. Y en 1981 le fue concedida por el Ministerio de Cultura una ayuda a la creación literaria de la cual surgió su poemario Íntima dimensión.
Estuvo vinculada personalmente a Cuenca, ya que esta era la ciudad natal de su esposo, el también escritor y periodista Enrique Domínguez Millán., ciudad a la que dedicó dos poemarios: Cuenca Roca viva y  Calendario de Cuenca.
Fue directora de la sección de literatura del Ateneo de Madrid durante 12 años. Incluida en el libro Ateneistas Ilustre, en la edición del 2007, siendo una de las nueves mujeres  entre los 67 integrantes de la publicación. Fue fundadora y vicepresidenta de la Asociación de Escritores de Castilla-La Mancha y  miembro numerario de la Real Academia Conquense de  Artes y Letras (RACAL). Pronunció su discurso de ingreso el 30 de noviembre de 1987 con el título Luz, equilibrio y asimetría de Cuenca.
Falleció el 10 de diciembre de 2002.

## Obras
Incluida dentro de la llamada Generación de los 50, otros críticos literarios la sitúan en la de los 60, década en que comenzó a publicar. Cultivó la narrativa, el ensayo y la crítica literaria pero se centró especialmente en la poesía. Como ensayista destaca su estudio de la figura de Ernestina de Champourcin, la voz femenina del 27, publicado en la revista El Ateneo en 2002.
En 2014 se publicó Poesía completa con prólogo de Jesús Hilario Tundidor en el que se recoge toda su producción poética. Esta está compuesta por siete poemarios publicados en vida de la autora y dos póstumos: Calendario de Cuenca y Memorial de afectos.
Poesía 
El corro de las horas, Madrid, Colección Ágora, 1961.
Frente a un muro de cal abrasadora, Cuenca, El Toro de Barro, 1967.
Detrás de cada noche. Madrid, Editora Nacional, 1970.
Al sur de las estrellas, Cuenca, El Toro de Barro, 1976.
Cuenca Rova viva, Cuenca, El Toro de Barro, 1981.
Íntima Dimensión, Cuenca. El Toro de Barro, 1984.
Árbol de agua, Madrid, Adonais, 1987.
Memorial de afectos. Guadalajara, As. de Escritores de Castilla-La Mancha, 2004.
Calendario de Cuenca, Cuenca, Excma Diputación Provincial de Cuenca. Colección Golfo de Europa, 2004
Antología. Obra Completa, Madrid, Editorial Vitruvio, 2014
Novela
Quince años. Novela Corta, Madrid, El Español, 1962
Una hormiga tan solo. Madrid, Editorial Aguilar, 1967 
Estudios sobre Acacia Uceta
Arrillaga, Luis : Palabras de fuego. La obra literaria de Acacia Uceta. Cuenca. Diputación Provincial, 2009
Ateneistas Ilustres. Madrid, Ateneo de Madrid, 2007. 659-666 pg.
Hernandez, Antonio. Semblanza de una poeta de medio siglo. La República de las Letras 4-7, 2018.
Muelas, Martín. Acacia Uceta: Palabra en el tiempo ... y en el espacio. Académica 14. Separata del Boletín de la Real Academia Conquense de Artes y Letras, Cuenca, Enero/Diciembre 2021. 
La esperanza entre cenizas. Compromiso, identidad y texto en la poesía española de los siglos XX y XXI, Sevilla, Editorial Renacimiento, 2023

## Reconocimientos
- Premio de Poesía Fray Luis de León .
- Premio Virgen del Carmen, poemas  del mar,
- En Cuenca una calle lleva su nombre.[10]